# Charles Galton Darwin
Charles Galton Darwin, KBE, MC, FRS (Cambridge, 18 de dezembro de 1887 — Cambridge, 31 de dezembro de 1962) foi um físico inglês, neto de Charles Darwin. Participou da 6ª Conferência de Solvay. Serviu como diretor do National Physical Laboratory durante a Segunda Guerra Mundial.

## Primeiros Anos
Darwin nasceu em Cambridge, Inglaterra dentro de uma dinastia científica, sendo filho do matemático George Howard Darwin e neto de Charles Darwin; Sua mãe foi Maud du Puy, de Filadélfia. Sua irmã mais velha era a artista Gwen Raverat e sua irmã mais nova fora casada com Geoffrey Keynes, irmão do economista John Maynard Keynes. Sua irmão mais novo, William Robert Darwin foi um corretor da bolsa de valores de Londres. Darwin estudou no Marlborough College, e em 1910, formou-se no Trinity College, Cambridge, em matemática.

## Carreira
Ele assegurou sua pós-graduação na Victoria University of Manchester, trabalhando sob a supervisão de Ernest Rutherford e Niels Bohr na Teoria Atômica de Rutherford. Em 1912, seus interesses o impulsionaram a os seus conhecimentos matemáticos para auxiliar Henry Moseley na difração por raios-x. Seus dois trabalhos, em 1914, sobre difração de raios-x em cristais perfeitos tornaram-se citações clássicas.
No início da Primeira Guerra Mundial, juntou-se ao Royal Engineers, onde trabalhou em problemas de balística. De 1919 até 1922, foi palestrante e acadêmico do Christ’s College (Cambridge), onde trabalhou com Ralph Howard Fowler em problemas de mecânica estatística, assim como no que ficou conhecido como o Método Darwin-Fowler. A seguir trabalhou por um ano no California Institute of Technology antes de ser Professor de Filosofia Natural na Universidade de Edimburgo em 1924, trabalhando com óptica quântica e efeito óptico-magnético. Ele foi o primeiro, em 1928, a calcular as refinadas estruturas do átomo de hidrogênio utilizando as teorias sobre o comportamento relativístico do elétron de Paul Dirac.
Em 1936, Darwin tornou-se diretor do Christ's College, iniciando sua carreira como administrador ativo e habilidoso, sendo também diretor do National Physical Laboratory no momento em que a guerra de 1938 se aproximava. Ele manteve esse papel no período pós-guerra, determinado em buscar uma melhor performance do laboratório através de sua reorganização, mas passou muitos dos anos da guerra trabalhando no Projeto Manhattan, coordenando os esforços americanos, britânicos e canadenses.
Foi nomeado KBE em 1942.

## Vida privada
Em 1925, casou-se com a matemática Katharine Pember; tiveram quatro filhos e uma filha:
- Cecily Darwin (nascida em 1926) tornou-se Cristalografista de Raios-X e em 1951 casou-se com John Littleton da Philadelphia.
- George Pember Darwin (1928-2001) trabalhou desenvolvendo computadores e em 1951 casou-se com Angela Huxley, filha de David Bruce Huxley. Ela era uma das netas do escritor Leonard Huxley e tataraneta de Thomas Huxley, conhecido como O Bulldog de Darwin.
- Henry Galton Darwin (1929-1992) trabalhava no Foreign Office Britânico e era casado em Jane Christie.
- Francis William Darwin (1932-2001) era zoólogo e ensinou na Universidade de Londres. Casou-se em 1974.
- Edward Leonard Darwin (nascido em 1934) tornou-se engenheiro civil.

Em seu tempo livre, Darwin também participou, no tempo de guerra, como vice-presidente da Simplified Spelling Society.
Aposentando-se, teve sua atenção voltada para problemas relacionados a população, genética e eugenia. Suas conclusões foram pessimistas e marcadas pela crença resignada nas inevitáveis conclusões de Malthus, como descrito em seu livro de 1952 intitulado The Next Million Years. Ele argumentou em seu livro que o controle de natalidade voluntário (planejamento familiar) estabelece um sistema seletivo que garante seu próprio fracasso. Uma causa para isso seria que pessoas com forte instinto de procriação teriam famílias maiores, passando esse instinto para seus filhos, enquanto aqueles com fracos instintos de procriação teriam famílias menores, passando igualmente esses instintos para seus filhos. Isso teria um efeito disgênico na população.
Nos seus últimos anos de vida, Darwin viajou muito, sendo um grande colaborador por todo país e hábil comunicador das idéias científicas. Veio a falecer, aos 75 anos, em Cambridge, às vésperas da virada de ano.